# マックス・エア
マックス・エアは、ナイジェリアに本社を置く、チャーター便専門の航空会社である。

## 機材
2018年1月現在、マックス・エアの保有する航空機は以下の通りである。
なお、かつてはボーイング747-300なども運航していた。

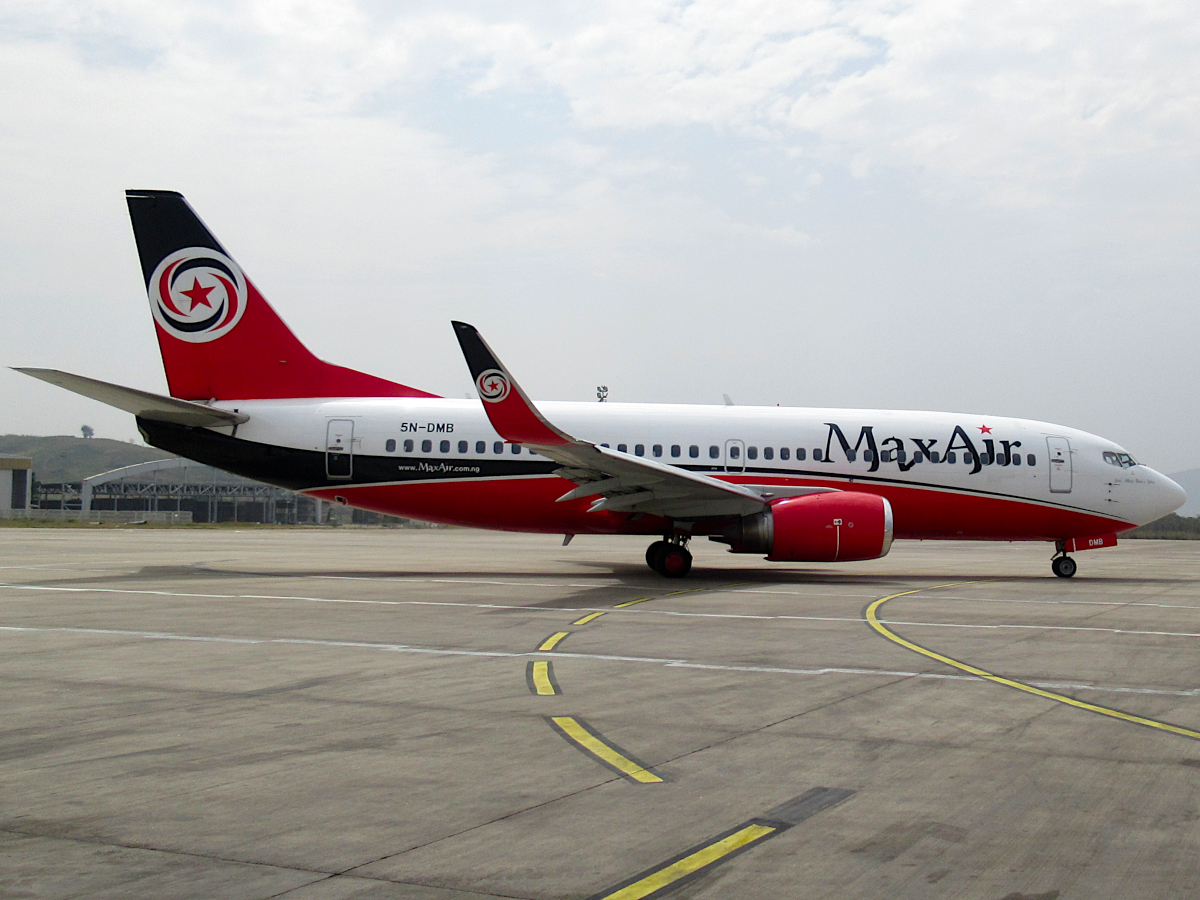
ボーイング737
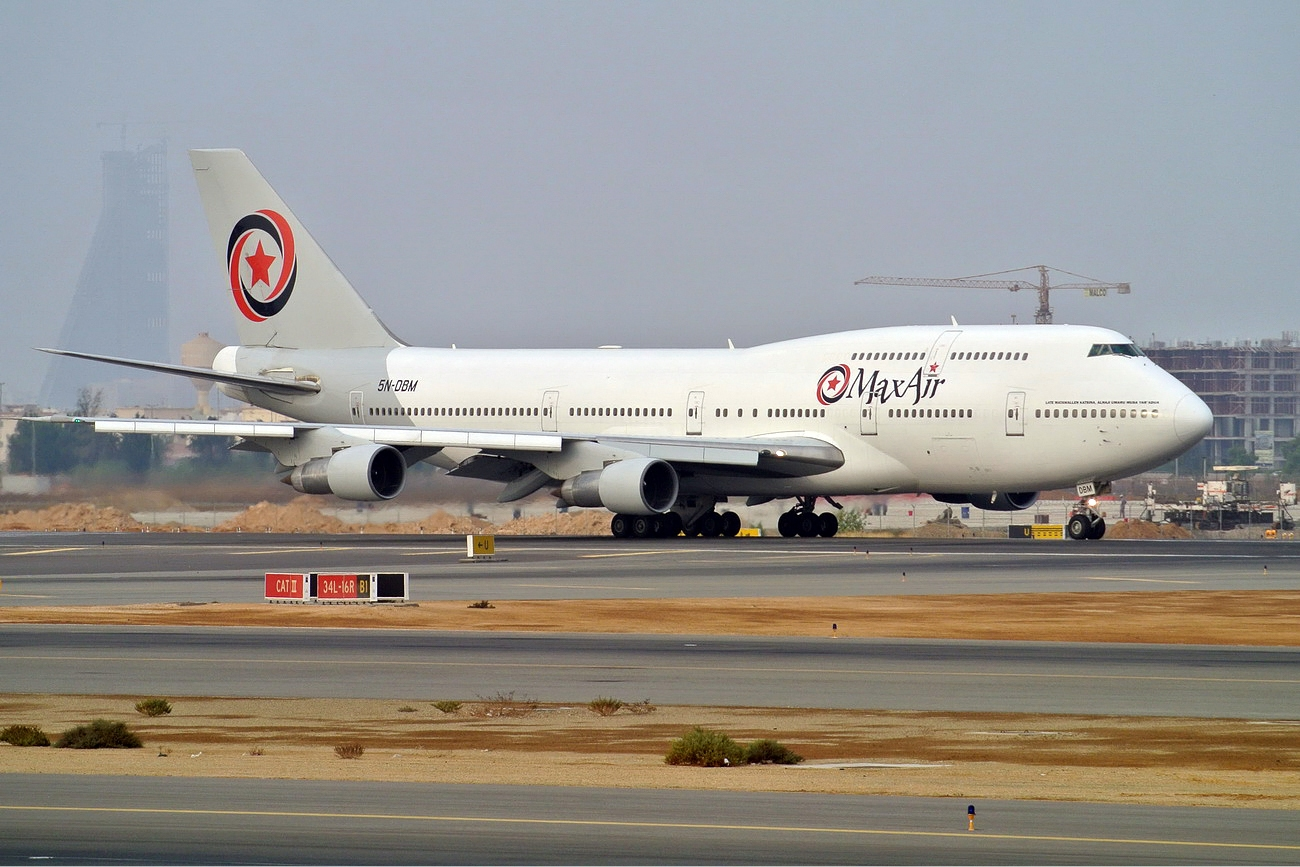
ボーイング747-300（退役済み）